# 연분홍 치마 (영화)
"연분홍 치마"(서세원-똑순이의 연분홍 치마)는 한국에서 제작된 김원두 감독의 1981년 영화이다. 서세원 등이 주연으로 출연하였고 김원두 등이 제작에 참여하였다.

## 출연

### 주연
- 서세원
- 김민희
- 양택조

## 기타
- 조명: 장기종
- 녹음: 김성찬